# Свержов
Свержов або Свіржов, Свіржів (словац. Sveržov) — село в Словаччині, Бардіївському окрузі Пряшівського краю. Розташоване в північно-східній частині Словаччини, в північно-західній частині Низьких Бескидів в долині потока Свержовка. Протікає річка Каменец.
Вперше згадується у 1355 році.
В селі є римо-католицький костел з 1828 року в стилі класицизму на місці старшого дерев'яного костелу та протестантський костел.

## Населення
| Рік:            | 1993 | 2003     | 2013     | 2023     |
| --------------- | ---- | -------- | -------- | -------- |
| Кількість осіб: | 439  | 503      | 580      | 652      |
| Різниця:        |      | +14,57 % | +15,30 % | +12,41 % |

| Рік:            | 2022 | 2023    |
| --------------- | ---- | ------- |
| Кількість осіб: | 641  | 652     |
| Різниця:        |      | +1,71 % |

В селі проживає 554 осіб.
Національний склад населення (за даними останнього перепису населення — 2001 року):
- словаки — 90,39 %
- цигани — 9,41 %
- русини — 0,20 %

Склад населення за приналежністю до релігії станом на 2001 рік:
- римо-католики — 60,20 %,
- протестанти — 37,65 %,
- греко-католики — 1,57 %,
- православні — 0,39 %,
- не вважають себе віруючими або не належать до жодної вищезгаданої церкви — 0,20 %